# تحليل توافقي

...

التحليل التوافقي (بالإنجليزية: Harmonic analysis)‏ هو فرع من فروع الرياضيات، يدرس تمثيل الدوال أو الإشارات تداخلاتٍ لموجاتٍ أساسية.
انها تحقق وتعمم مفاهيم متسلسلة فوريير وتحويل فوريير. موجات الأساسية يطلق عليهم اسم «التوافقية» (في الفيزياء)، ومن هنا اسم «التحليل التوافقي»، ولكن اسم «التوافقية» في هذا السياق هو معمم خارج عن المعنى الأصلي لمضاعفات صحيحة لتردد ما.
في القرنين الماضيين، أصبح موضوع واسع مع التطبيقات في مجالات متنوعة مثل معالجة الإشارات، ميكانيكا الكم، وعلم الأعصاب. تحويل فوريير الكلاسيكي على ن ص لا يزال مجال بحث جاري، وخصوصا فيما يتعلق بتحويل فوريير لأشياء أكثر عمومية مثل توزيعات المزاج (tempered distributions).على سبيل المثال، إذا كان لنا أن نفرض بعض المتطلبات على توزيع «و»، يمكننا محاولة ترجمة هذه الاحتياجات، من خلال تحويل فوريير على التوزيع «و». مبرهنة بيلي - فينر هو مثال على هذا

## التحليل التوافقي المجرد
واحد من الفروع الأكثر حداثة من التحليل التوافقي، تمتد جذوره في منتصف القرن العشرين، وهو تحليل على الزمر الطوبولوجية.